# جيرالد سمولوود
الجنرال جيرالد راسل سمولوود، الحاصل على وسام الصليب العسكري هو ضابط كبير في الجيش البريطاني خدم خلال الحرب العالمية الأولى والحرب العالمية الثانية.

## مهنته العسكرية
انضم سمولوود إلى فوج ووريكشاير الملكي في 8 أبريل 1911 بصفته ملازمًا ثانيًا للاحتياطي الخاص تحت المراقبة، وتأكد تعيينه في أبريل 1912. وفي ديسمبر 1912 بعد اجتياز امتحانه، نُقِل ليكون ملازمًا ثانيًا منتظمًا في الكتيبة الثانية بفوج يوركشاير الشرقية. وفي سبتمبر 1914، بعد اندلاع الحرب العالمية الأولى، ترقّى إلى ملازم مؤقت وفي وقت لاحق من ذلك العام أعير إلى خدمة إشارة الجيش. ترقّى إلى رتبة نقيب في عام 1915. وحصل على الصليب العسكري في تكريمات عيد الميلاد عام 1916.
وبين عامي 1917 و1919، شغل مرتين منصب اللواء بالنيابة أثناء قيادة سرية إشارات التقسيم وفي عام 1920 كان يُعامل برتبة عقيد بينما كان لا يزال نقيبًا. وفي عام 1922، غادر السرية للالتحاق بكلية الموظفين بكمبرلي حيث واجه العديد من الضباط الحاصلين على رتبة فريق والذين عمل معهم في المستقبل.  تخرج من كلية كامبرلي في أواخر عام 1923، ثم عُيّن في مكتب الحرب كقائد أركان حرب في عام 1924. وفي عام 1927 ترقّى أخيرًا إلى رتبة لواء. وفي عام 1934 بعد ترقيته، قاد كتيبته القديمة فوج شرق يوركشاير الثاني. قاد الكتيبة أولاً في إنجلترا ثم في فلسطين أثناء الثورة العربية في فلسطين.
من 1937 إلى 1939 تم نشر سمولوود في البعثة العسكرية البريطانية في الجيش المصري. بعد هذا النشر جعله ملك مصر قائدًا لنيل النيل.
وفي عام 1939 عند اندلاع الحرب العالمية الثانية، قاد اللواء سمولوود اللواء النيجيري. وبحلول عام 1940، سُمّي لواءه باللواء النيجيري الثالث. وفي يوليو 1940، اُرسِل اللواء النيجيري الثالث إلى شرق إفريقيا بموجب شروط خطة طوارئ الحرب. وانضم اللواء النيجيري إلى لواءين من بنادق الملك الأفريقي لتشكيل الفرقة الأفريقية الأولى. كان سمولوود القائم بأعمال الضابط القائد في هذا القسم أثناء تشكيلها.
عندما تولى اللواء دي ر. ويثرال قيادة الفرقة الأفريقية الأولى، عاد سمولوود مرة أخرى لقيادة لواءه الأصلي، المُسمّى الآن باسم اللواء النيجيري الثالث والعشرين.
وفي عام 1942، ترقّى سمولوود إلى رتبة لواء جنرال.

## تاريخ القيادة
- 1937-1939 ضابط بالأركان العامة، البعثة العسكرية البريطانية في مصر
- 1939 إلى 1940 قائد اللواء النيجيري، غرب إفريقيا
- 1940 قائد اللواء النيجيري الثالث، غرب أفريقيا
- 1940 قائد عام بالوكالة للفرقة الأفريقية الأولى، شرق إفريقيا
- 1940 إلى 1941 قائد اللواء النيجيري الثالث والعشرون، شرق إفريقيا
- 1942 قائد ضابط عام، بمدغشقر
- 1945 رئيس أركان التدريب، الجيش اليوناني
- 1946 متقاعد

## روابط خارجية
- صورة لGerald Russell Smallwood (1889-1977), Major-General في معرض اللوحات القومي
- جنرالات الحرب العالمية الثانية
- SMALLWOOD ، ماج. -Gen. جيرالد راسل ، Who Was Who ، A & C Black، 1920–2015 (online version، Oxford University Press، 2014)